# Synoden i Dordrecht

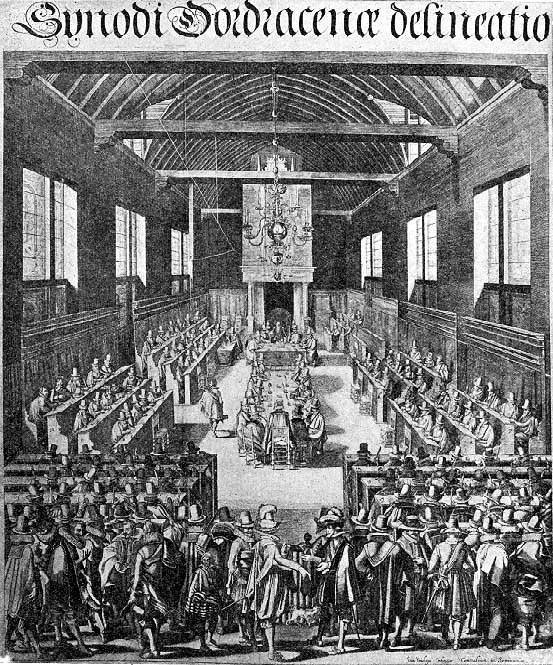
Synoden i Dordrecht. Kopparstick från 1600-talet.

Synoden i Dordrecht var ett kyrkomöte inom den Nederländska reformerta kyrkan, som avhölls i staden Dordrecht den 13 november 1618 till den 9 maj 1619.
Synoden fastslog en strängt kalvinsk kyrkolära, rörande bland annat predestinationen. I de tre enhetsformulären tog man avstånd från arminianismen. Arminska predikanter fick efter synoden inte längre vara verksamma inom den nederländska reformerta kyrkan och många av dem blev senare tvungna att lämna de förenade provinserna.